# Currawinya-Nationalpark
Der Currawinya-Nationalpark (engl.: Currawinya National Park) ist ein Nationalpark im Südwesten des australischen Bundesstaates Queensland.

## Lage
Er liegt 828 km westlich von Brisbane und unmittelbar nordwestlich anschließend an das Stadtgebiet von Hungerford an der Grenze zu New South Wales.

## Landesnatur
Der Park gehört zu Bioregion Mulga Lands und besteht aus trockenen, sandigen Ebenen mit kleinen Bäumen und Buschwerk. Der Paroo River durchfließt den Ostteil des Parks.

## Geschichte
Im Park findet man viele wichtige Kultstätten der Aborigines, die auf die lange Siedlungsdauer der Ureinwohner in diesem Gebiet und auf deren Nutzung der Feuchtgebiete hinweist.
Das Gelände war vor Ausweisung als Nationalpark Weideland. 1991 erwarb die Regierung von Queensland zwei Grundstücke, Currawinya und die Siedlung Caiwarro. Überreste der Siedlung, Maschinen und ein Flussdeich sind bis heute zu sehen.

## Umweltaspekte
Der Lake Numalla – ein Süßwassersee – und der Lake Wyara – ein Salzsee – sind als weltweit wichtige Feuchtgebiete nach der Ramsar-Konvention gelistet. Beide Seen bieten bei Dürren wichtige Lebensräume für Wasservögel und Rastplätze für Zugvögel, die das Innere Australiens durchqueren. 200 Vogelarten hat man im Park gezählt.
Der größte Teil des Parks liegt in der Paroo Floodplain and Currawinya Important Bird Area, die von BirdLife International wegen ihrer bei geeigneten Bedingungen großen Bedeutung für große Mengen an Wasservögeln ausgewiesen wurde.

## Einrichtungen und Sehenswürdigkeiten
Fischen, Kanufahren und Schwimmen sind beliebte Freizeitbeschäftigungen im Park.
Eine wichtige Sehenswürdigkeit ist das 25 km² große Gehege für Kaninchennasenbeutler (Bilbies), das mit einem Zaun gegen Raubtiere gesichert ist. Das Gehege wurde 2001 eröffnet. In Gefangenschaft gezüchtete und ausgewilderte Kaninchennasenbeutler ziehen durch diesen gesicherten Bereich.